# Ordonans z Blois
Ordonans z Blois – ordonans dotyczący prawa małżeńskiego wydany przez francuskiego króla Henryka III w 1579 roku.
Ordonans wprowadzał wymóg zgody rodziców na małżeństwo osób znajdujących się pod ich władzą. Brak takiej zgody mógł być podstawą do unieważnienia zawarcia związku poprzez orzeczenie parlamentu. Pozwy o unieważnienie małżeństwa były od tej pory rozpatrywane przez sądy państwowe, a nie kościelne.
Wymownym skutkiem wprowadzenia postanowień ordonansu było zapoczątkowanie procesu sekularyzacji prawa małżeńskiego. Postanowienia aktu z Blois stały bowiem w wyraźnej sprzeczności z założeniami soborowej konstytucji (dekretu) Tametsi z 1563 roku. Na jej podstawie Sobór trydencki postanowił, iż tylko te małżeństwa są ważne, które zostały zawarte wobec właściwego proboszcza oraz dwóch świadków.